# Hessentag 2013
Der Hessentag 2013 war der 53. Hessentag. Er fand vom 14. Juni bis 23. Juni 2013 in Kassel statt und hatte die Rekordbesucherzahl von 1.830.000 Gästen. Kassel richtete den Hessentag zum zweiten Mal nach 1964 aus. Er fand gleichzeitig mit dem 1100. Geburtstag der Stadt statt. Das Hessentagspaar bildeten Alexandra Berge und Tobias Krechel.

## Wahl des Veranstaltungsortes
Ursprünglich erhielt Vellmar, Nachbarstadt von Kassel, im Jahr 2008 den Zuschlag für die Ausrichtung des Hessentages. Im Sommer 2011 gab Vellmar diese allerdings aufgrund finanzieller Bedenken wieder zurück. Nach dem Vellmarer Rückzug zeigten mehrere Städte Interesse an der Ausrichtung. Hierzu gehörten Korbach, Bad Wildungen und Kassel. Im Dezember 2011 erhielt schließlich Kassel den Zuschlag.
Verbunden mit dem Zuschlag an Kassel waren finanzielle Förderungen in Höhe von rund 5,5 Millionen € und zinsgünstige Darlehen in Höhe von knapp 8 Millionen €.

## Motto und Logo
Am 21. Juni 2012 präsentierten Oberbürgermeister Bertram Hilgen und der Chef der Staatskanzlei, Axel Wintermeyer, das Logo des Hessentages. Das Logo zeigt eine Silhouette der Kasseler Sehenswürdigkeiten und steht unter dem Motto „IN HESSEN. GANZ OBEN.“.

## Veranstaltungen

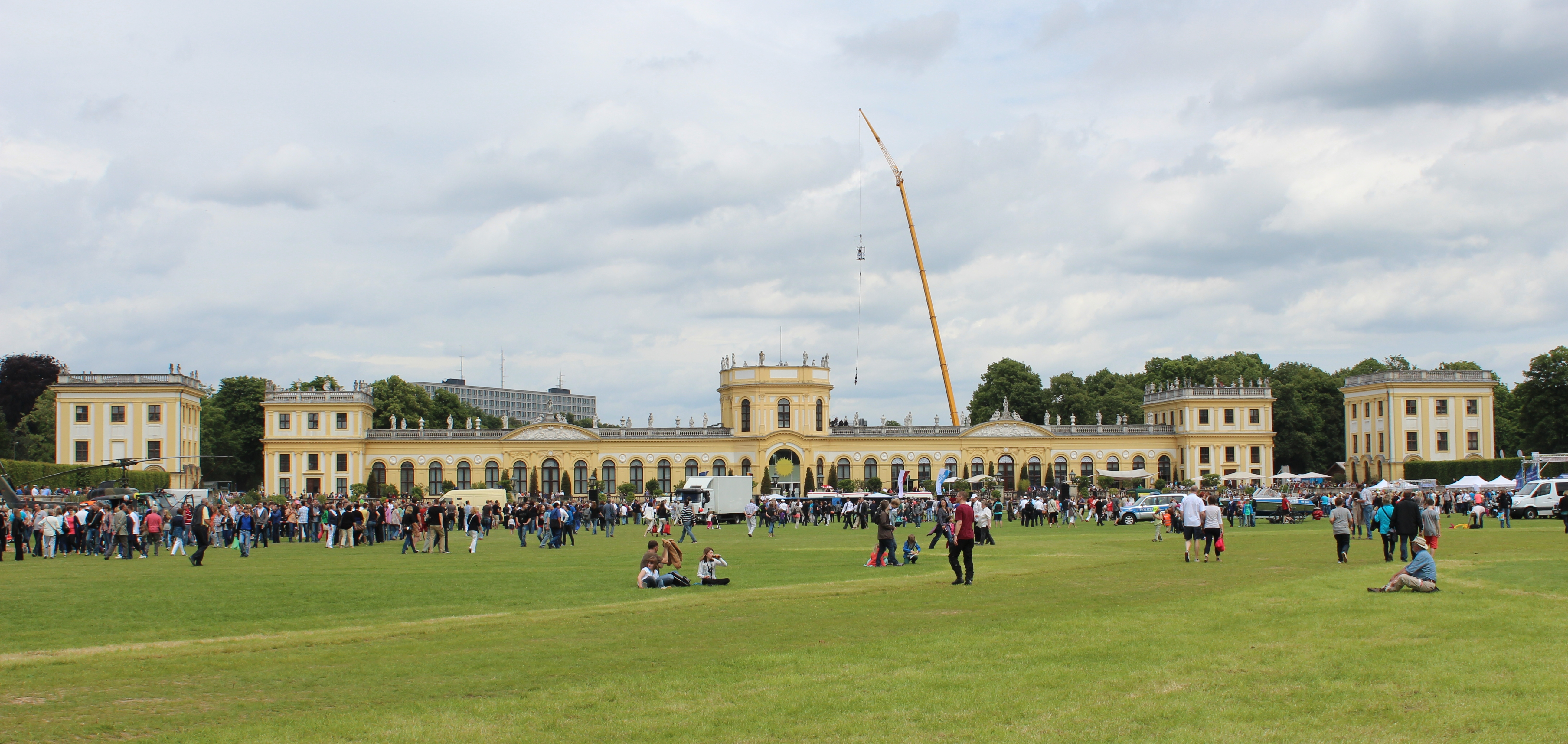
Die Orangerie am 16. Juni 2013

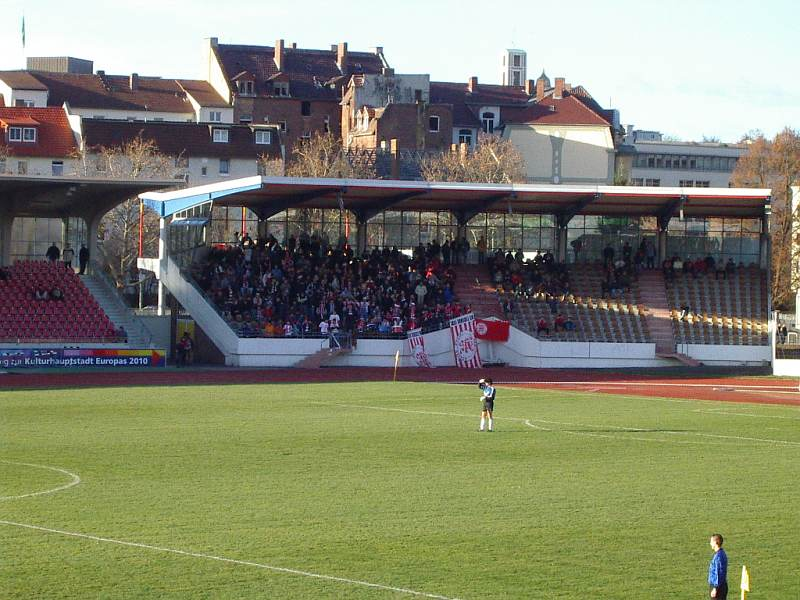
Das Auestadion war Veranstaltungsort für Konzerte.

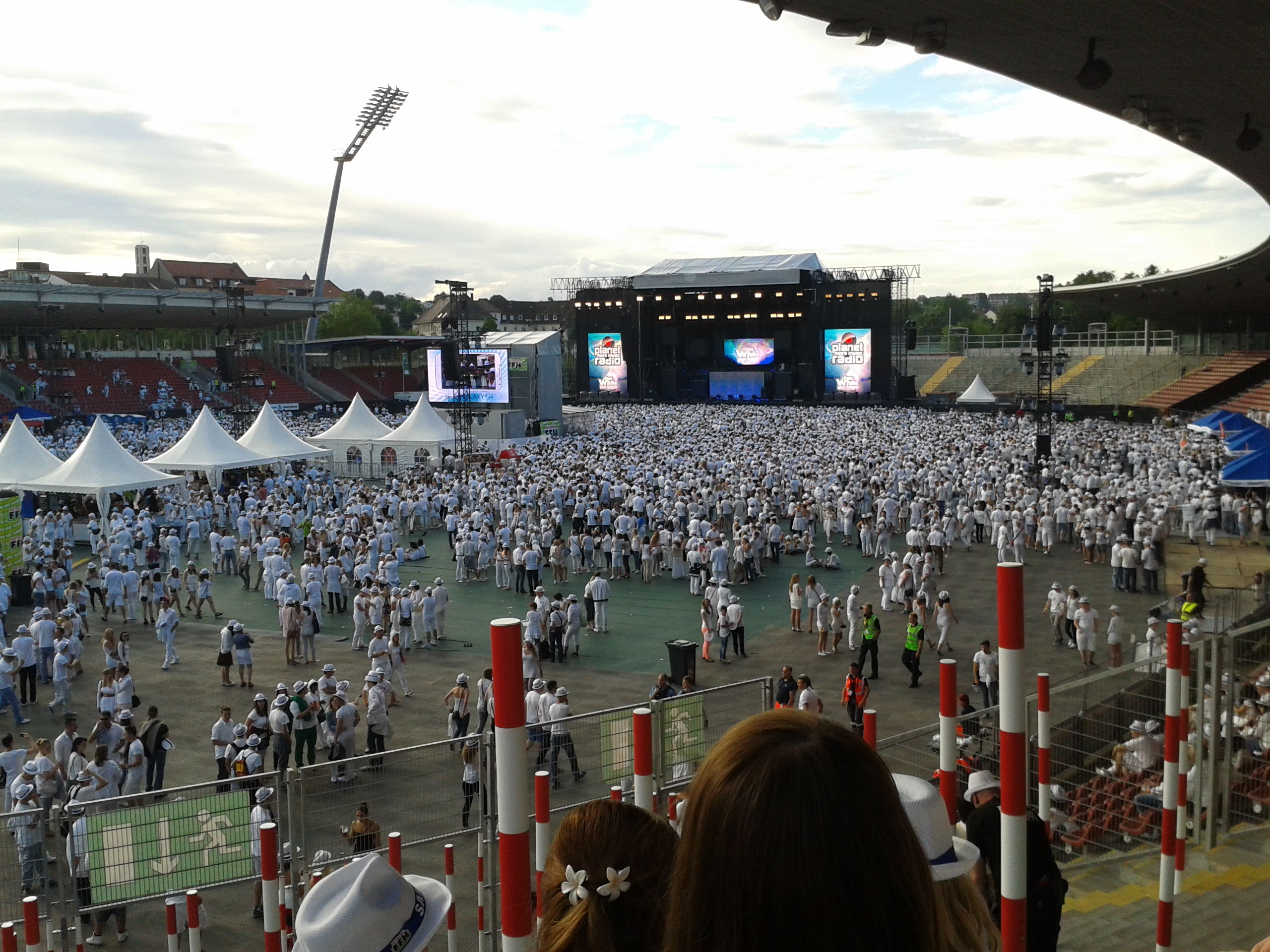
Just White

Veranstaltungsorte waren unter anderem das Auestadion und die Rothenbach-Halle, wo Sunrise Avenue mit der hr-Bigband, 3 Doors Down, Stanfour, Susanne Blech, The Hollies, Suzi Quatro, Spider Murphy Gang sowie Mickie Krause und Jürgen Drews auftraten. Ferner fand dort die You FM Night mit Max Herre, Prinz Pi und Marteria statt. Im Auestadion gab es acht Openair-Konzerte, darunter mit den Toten Hosen, Peter Maffay und Laith Al-Deen, Die Ärzte mit der Vorgruppe LaBrassBanda, Philipp Poisel, Maria Mena und Alin Coen Band, Unheilig, David Garrett sowie Santiano und Helene Fischer. Ferner fand dort die Open-Air-Veranstaltung Just White mit Yasha, Icona Pop, Madcon, Taboo, DJ Antoine und Howard Donald statt.
Auch in der Innenstadt, insbesondere auf dem Königsplatz, am Rathaus, auf dem Friedrichsplatz, in der Wilhelmstraße, in der St. Elisabeth-Kirche und der Martinskirche fanden Veranstaltungen und Konzerte statt, darunter von Manfred Mann’s Earth Band, Annett Louisan, Milky Chance, Clemens Bittlinger und Anselm Grün, Die Jungen Tenöre, Wildecker Herzbuben, Rodgau Monotones und Kabarettist Urban Priol. Ein weiterer Veranstaltungsort war die Großsporthalle Auepark, wo das Comedy-Duo Mundstuhl auftrat sowie das Musical SimsalaGrimm und Lauras Stern – Die Show aufgeführt wurden. Weitere Bühnen waren die Stadthalle Kassel, wo das Rilke Projekt (mit Ben Becker, Hannelore Elsner, Giora Feidman, Nina Hoger, Max Mutzke) aufgeführt wurde und Sascha Grammel auftrat sowie die Gärtnerplatzwiese am Auedamm, wo der Circus Roncalli gemeinsam mit der Kölner Band Höhner gastierte.
Das Konzert von Lucia Aliberti in der Stadthalle Kassel wurde aus „organisatorischen Gründen“ abgesagt.